# Jeremy McCoy
Jeremy McCoy (Nashville, Tennessee; 19 de enero de 1978) es un bajista estadounidense, conocido por tocar en la carretera y en el estudio musical con varios artistas alrededor del mundo, y ser el actual bajista de la banda The Fray.

## Inicios de su carrera
Nacido en Nashville, Tennessee, Jeremy paso su infancia y juventud en el pueblo del lado norte suburbano de Gallatin. El padre de Jeremy, Larry McCoy se mudó con su familia ahí a finales de la década de los 70, antes de que Jeremy naciera, durante su tiempo tocando piano para la leyenda de música country Johnny Cash. Jeremy empezó tocando guitarra a los 12 años, y bajo a los 14. El toco en la banda de Gallatin High School durante 3 años. Después de la preparatoria, viajó por el Oeste de los Estados Unidos y Europa tocando el bajo con el grupo inspiracional Up With People. Desde otoño de 1999 a primavera del 2000, Jeremy atendió a Lee University, donde toco bajo para el Campus Choir de la escuela y fue a miembro de Upsilon Xi. Jeremy abandono Lee University para tocar bajo en la carretera con el artista de Gotee Recording Jeff Deyo del 2001 al 2006. Durante ese tiempo, Jeremy grabó bajo en el albums de Jeff "Saturate", "Light", y "Surrender".  También ha hecho giras con los artistas Cristianos Rebecca St. James and Vicky Beeching.

## Carrera reciente
En noviembre de 2008, Jeremy empezó viajando con el artista de Interscope Records OneRepublic. Jeremy tocaría bass para Brent Kutzle cuando Brent se cambia al violonchelo durante los conciertos. Desde febrero de 2009, Jeremy a estado tocando bajo en la carretera con los artistas de Epic Records The Fray. Con The Fray, Jeremy ha hecho apariciones en televisión en los programas Late Show with David Letterman, The Tonight Show with Jay Leno, The Tonight Show with Conan O'Brien, The Ellen DeGeneres Show, Good Morning America, Today (NBC program), y Late Night with Jimmy Fallon. Finalmente se unió como miembro oficial de The Fray a finales del 2012. Jeremy estado en gira o grabado para otros artistas incluyendo - Kelly Clarkson, y James Blunt.

## Discografía

### Con OneRepublic (Interscope Records)
- Exclusivo de iTunes "Hit 3 Pack: Stop and Stare - Video EP (The Stripped Sessions)" (2008) - Canciones 2 y 3

### Con The Fray (Epic Records)
- "Helios" (2014) - Todas las canciones